# エクセル・エナジー

企業ロゴ

エクセル・エナジー（英: Xcel Energy Inc.）は、電力およびガス会社を傘下に保有するアメリカ合衆国の持株会社。ミネソタ州・ミネアポリスに本拠を置き、同州とコロラド州をはじめとする8つの州で事業を展開している。NASDAQ上場企業（NASDAQ: XEL）。

## 沿革
2000年8月、ミネアポリスに本拠を置くノーザン・ステート・パワー・カンパニー（Northern States Power Company, 通称NSP）が、コロラド州・デンバーに本拠を置くNew Century Energies（通称NCE）と合併することで設立された。
NSPのルーツは、トーマス・エジソンの製図工を務めた起業家のHenry Marison Byllesbyが1909年6月にワシントン州で設立したWashington County Light & Power Co.に遡る。同社は1916年にNSPに社名を変更後、公益企業の合併と買収を繰り返すことで規模を拡大したが、特にミシシッピ川上流地域の水力発電を押さえていたミネアポリスのThe Minneapolis Mill CompanyとSt. Anthony Falls Water Power Companyが大きな買収となり、ミネソタ州拠点の基盤となった。一方、1923年に設立されたPublic Service Company of Colorado（通称PSCo）は、翌年にかけて同州の多くの電力会社を買収、第二次世界大戦時には同州の電力・ガス需要の8割を供給し、発展が続いたが、1995年8月に、ニューメキシコ州で設立されテキサス州に拠点を置くサウスウェスタン・パブリックサービス（Southwestern Public Service Co., 通称SPS）と経営統合を行い、NCEを形成した。1999年6月、NSPとNCEの合併計画が発表され、2000年8月、両社の統合による新会社が発足した。
2018年12月、風力発電を中心とする再生可能エネルギー発電の拡大と原子力発電所の維持を背景に、石炭火力発電を長期的に全廃する方針を、アメリカの大手公益企業で初めて発表した。
2000年9月にオープンしたセントポールの屋内競技場である、エクセル・エナジー・センターの25年間の命名権を保有している。

## 現在
グループ全体の売上において、電力事業が約85％、ガス事業が約15％の割合となっている。主に以下6つの運営会社を傘下に持ち、NSP-MinnesotaとPSCoが、それぞれ利益の4割前後を占める中核部門となっている。
- NSP-Minnesota（ミネソタ州を中心とする電力およびガス事業）
- NSP-Minnesota（ウィスコンシン州を中心とする電力およびガス事業）
- Public Service Company of Colorado（コロラド州を中心とする電力およびガス事業。通称PSCo）
- サウスウェスタン・パブリックサービス（テキサス州を中心とする電力およびガス事業。通称SPS）
- WestGas InterState Inc（州間天然ガスパイプライン運営）
- WYCO Development LLC（天然ガス貯蔵・流通施設運営）

発電事業では現在、石炭火力発電が33％、LNGによる火力発電が29％、再生可能エネルギーによる発電が25％、原子力発電が13％となっている。